# Jacinto Pais de Matos Falcão

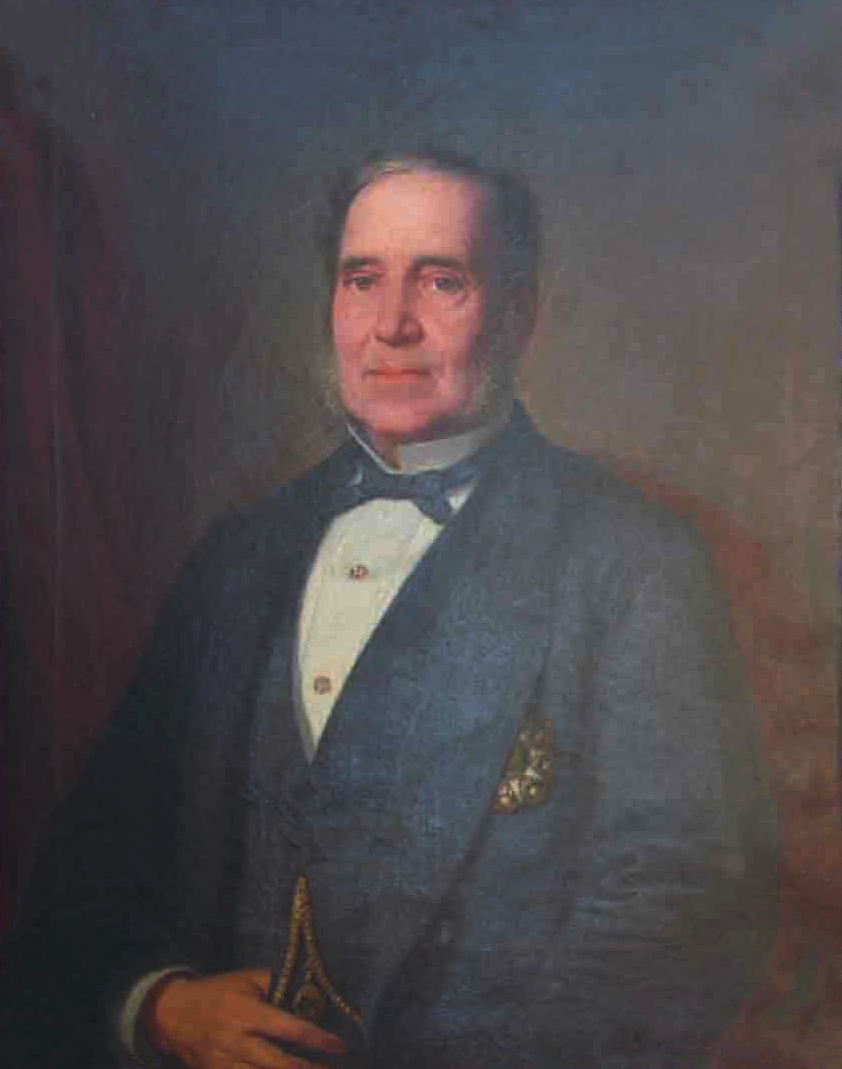
Retrato do Conde de Bracial

Jacinto Pais de Matos Falcão ComC ComNSC (Ourique, Santa Luzia, bap. 18 de Setembro de 1803 - Lisboa, Santos-o-Velho, 11 de Janeiro de 1890), 1.º Conde de Bracial, foi um empresário agrícola, político e militar português.

## Biografia
Filho de Jacinto Pais de Matos Moreira (Ourique, Santa Luzia - ?) e de sua mulher Maria da Natividade Murzelo Falcão (Santiago do Cacém, Santiago do Cacém - ?).
Foi grande Proprietário em Santiago do Cacém, Fidalgo da Casa Real, Deputado, Procurador à Junta Geral do Distrito de Lisboa e Tenente-Coronel de Milícias.
Possuía os graus de Comendador da Real Ordem Militar de Nosso Senhor Jesus Cristo e de 199.º Comendador da Real Ordem Militar de Nossa Senhora da Conceição de Vila Viçosa a 19 de Julho de 1845.
O título de 1.º Conde de Bracial foi-lhe concedido, em duas vidas, por Decreto de D. Luís I de Portugal de 21 de Dezembro de 1882.

## Casamento e descendência
Casou com Emília Cândida Champalimaud de Nussane de Sousa Lira e Castro Barbosa (Valença, 4 de Setembro de 1813 - 31 de Janeiro de 1877), filha do Marechal de Campo José Joaquim Champalimaud de Nussane de Sousa Lira e Castro Barbosa, neto paterno dum Francês, Paul Joseph Champalimaud de Nussane, e de sua mulher e prima Maria Clara de Sousa Lira e Castro Barbosa e tia materna do 1.º Visconde de Champalimaud Duff, com geração. Foram pais de António Pais Champalimaud de Matos Moreira Falcão (Santiago do Cacém, Santiago do Cacém, 21 de Maio de 1845 - Évora, 6 de Abril de 1900). Foi grande Lavrador no Concelho de Santiago do Cacém e benemérito do Hospital desta vila. Casou em 1878 com Palmira Infante Maldonado Passanha (3 de Abril de 1850 - 29 de Outubro de 1895), filho de Diogo Francisco Infante da Fonseca Vivião Passanha e de sua mulher Maria José Sérgio Aires Pinto Maldonado. Por Decreto de D. Luís I de Portugal de 30 de Novembro de 1882 foi-lhe concedido, em sua vida, o título de 1.º Visconde de Santiago do Cacém, e teve a verificação da segunda vida no título paterno por Decreto de D. Carlos I de Portugal de 18 de Julho de 1900.